# Evangelische Kirche (Čáslav)

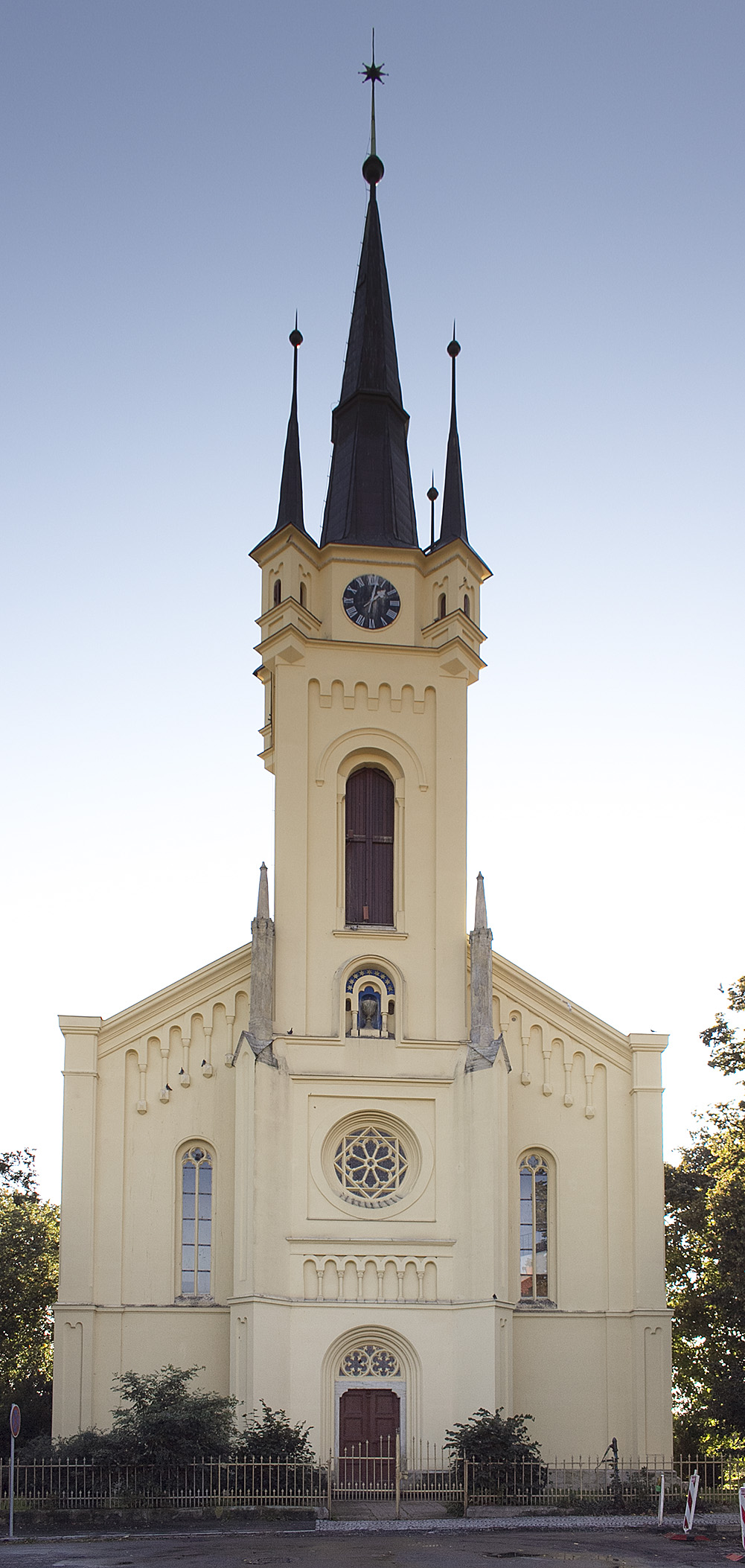
Evangelische Kirche Čáslav

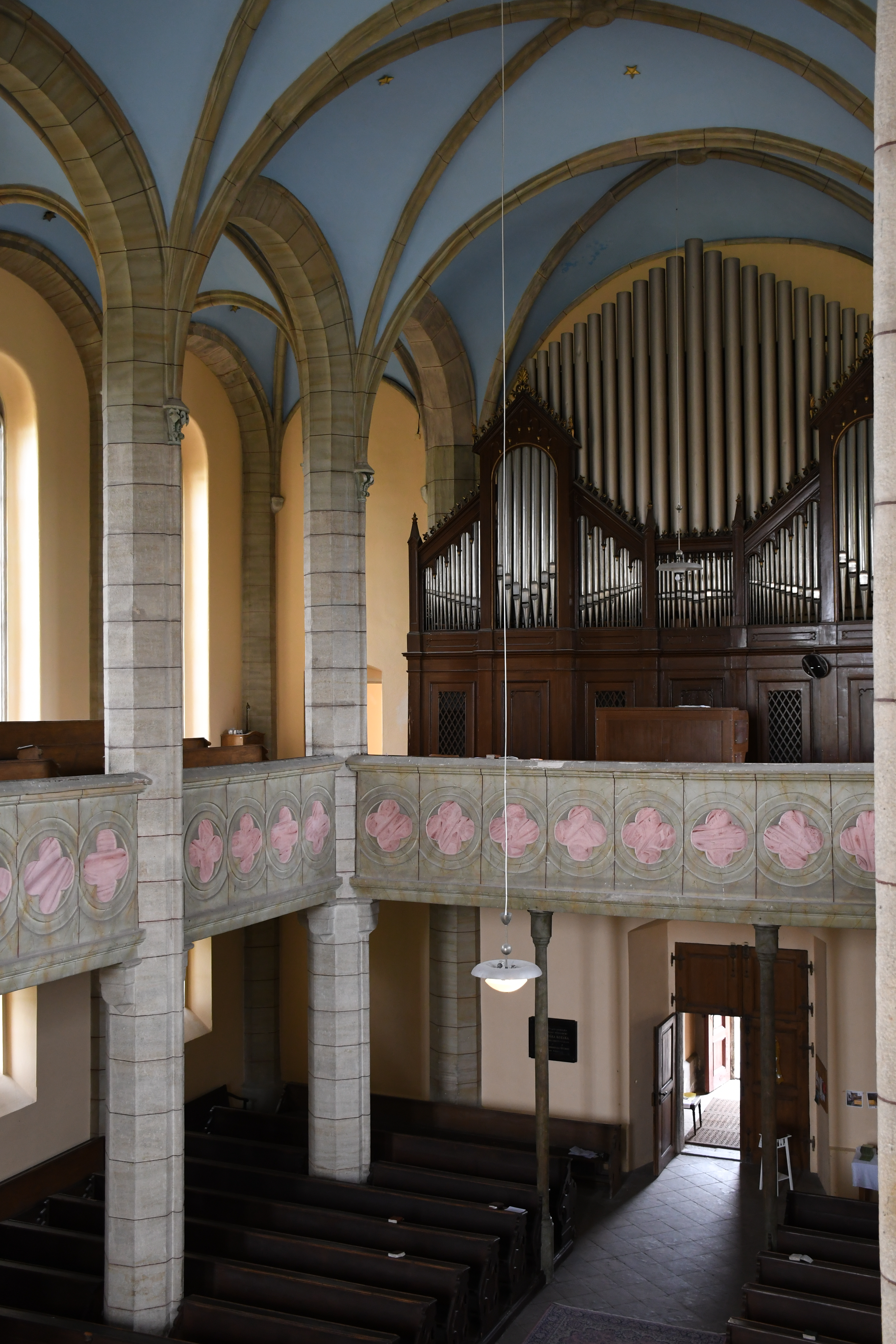
Kirchenraum mit Emporen

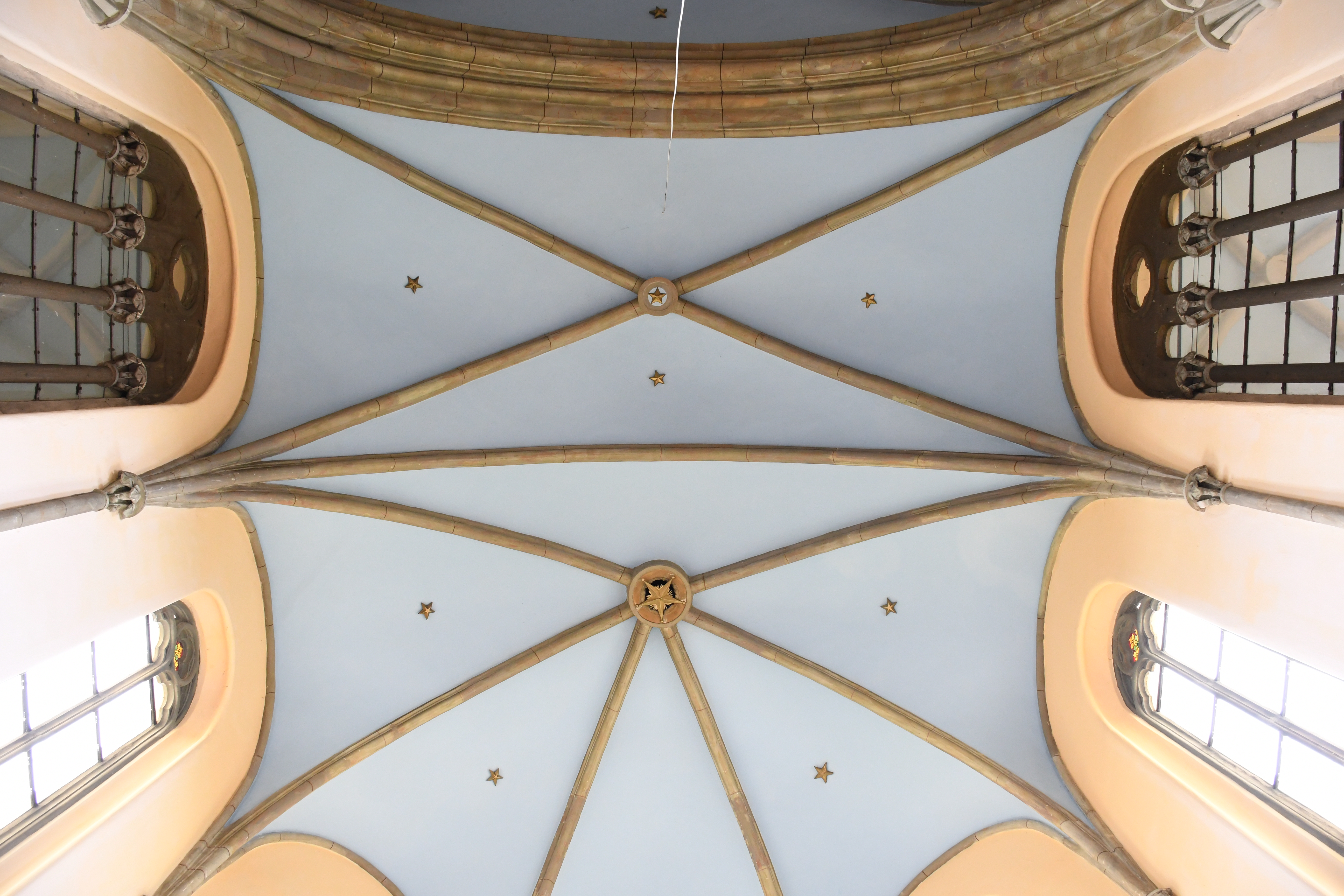
Chorgewölbe

Die Evangelische Kirche ist ein protestantischer Kirchenbau in Čáslav (deutsch: Tschaslau), einer Stadt im Okres Kutná Hora in der Region Mittelböhmen (Středočeský kraj) in Tschechien. Die zur Evangelischen Kirche der Böhmischen Brüder gehörende Kirche zählt zu den größten evangelischen Kirchenbauten in der Tschechischen Republik.

## Geschichte
Seit der Verkündung der Vier Prager Artikel auf dem Landtag von Tschaslau im Jahr 1421 hatte die mittelalterliche Kirche St. Peter und Paul sowohl den Katholiken wie auch den Hussiten als Simultankirche gedient, was mit dem Restitutionsedikt von 1629 beendet wurde.
Nach Erlass des Toleranzpatents durch Kaiser Joseph II. konnte 1784 im benachbarten Motschowitz in einem zur Toleranzkirche umgebauten ehemaligen Getreidespeicher wieder eine evangelische Kirchengemeinde gegründet werden. Mit dem nachfolgend von Kaiser Franz Joseph I. erlassenen Protestantenpatent von 1861, das die Errichtung dezidierter Kirchenbauten erlaubte, wurde der Gemeindesitz 1866 nach Čáslau verlegt, wo bereits 1864 auf dem Grundstück des während der Hussitenkriege zerstörten Minoritenklosters in der Nähe der mittelalterlichen Stadtmauer nach Plänen des Baumeisters Franz Schmoranz (1814–1902) aus Chrudim ein repräsentativer Kirchenneubau begonnen worden war. Die Einweihung der Kirche fand am 6. Juli 1869, dem 454. Jahrestag des böhmischen Reformators Jan Hus, statt.
Durch den protestantischen Pfarrer Jan Karafiát wurde 1872 neben der Kirche das reformierte Lehrerinstitut gegründet, sein Nachfolger František Kozák errichtete 1913 das evangelische Waisenhaus "Hus Asylum".
Im Jahr 2009 wurde die restaurierte und seither auch als Konzertsaal genutzte Kirche wiedereröffnet.

## Architektur
Der aus städtebaulichen Gründen nach Südwesten ausgerichtete Kirchenbau wurde in den Formen des Rundbogenstils des mittleren 19. Jahrhunderts errichtet. Dem Bauwerk ist ein Kirchturm über quadratischem Grundriss angefügt, der, in bewusster Angleichung an den gotischen Kirchturm der benachbarten katholischen Peter-und-Paul-Kirche von einem von vier Ecktürmen begleiteten Steilhelm bekrönt wird. Der Kirchenraum ist als Hallenkirche mit Emporen zwischen den oktogonalen Pfeilern gestaltet, geschlossen mit Kreuzrippengewölben. An ihn schließt sich ein polygonal ausgebildeter Altarraum an.